# Пердью, Сонни
Джордж Эрвин «Сонни» Пердью III (англ. George Ervin "Sonny" Perdue III; род. 20 декабря 1946) — американский политический деятель, 31-й министр сельского хозяйства США c 25 апреля 2017 года, в 2003—2011 годах был губернатором штата Джорджия. Первый со времён Реконструкции губернатор Джорджии от Республиканской партии.

## Ранние годы
Эрвин Пердью родился 20 декабря 1946 года в Перри, Джорджия. Его родители — фермер Эрвин Пердью и его супруга Офи, педагог. Пердью окончил старшую школу в городе Уорнер-Робинс, затем учился в Университете Джорджии, играл за университетскую команду по американскому футболу. В 1971 году Пердью окончил университет со степенью по ветеринарной медицине. В 1971 году он добровольно поступил на службу в ряды ВВС США, служил в штате Огайо, уволился в 1974 году в звании капитана.
После отставки со службы Пердью недолго работал ветеринаром в Роли, Северная Каролина, затем вернулся в Джорджию. Он с нуля создал успешную фирму в округе Хьюстон, работавшую в сферах сельского хозяйства и транспорта.

## Политическая карьера
В 1980-х годах Пердью избирался в комитет округа Хьюстон по планированию и землепользованию. В 1990 году он был избран в сенат штата и находился там в течение одиннадцати лет. С 1990 по 1998 годы Пердью представлял Демократическую партию, затем перешёл в ряды республиканцев, как и многие консервативные демократы штата, почитавшие, что Республиканская партия лучше представляет их взгляды. В сенате штата Пердью занимал должность главы комитета по высшему образованию в 1993—1994 года, в 1995—1996 годах был лидером демократического большинства, в 1997—1998 годах был временным президентом сената. В 2001 годах он отказался от сенаторского кресла ради губернаторской кампании.
На выборах губернатора Джорджии в ноябре 2002 года Пердью одержал победу, набрав 51,4% голосов, опередив действующего губернатора Роя Барнса, набравшего 46,3 процентов. Принеся присягу 13 января 2003 года, он стал первым республиканцем на посту губернатора Джорджии с 1872 года. В 2006 году он был избран на второй губернаторский срок, после того как с 57,9% голосов выиграл выборы у вице-губернатора Марка Тэйлора, представлявшего Демократическую партию.
Пердью был консервативным губернатором — выступал против однополых браков в штате, за ограничение нелегальной иммиграции. Во время предвыборной кампании он выступал против желания своего преемника изменить флаг штата, обещая вынести вопрос на народное голосование. Однако в итоге на голосовании, устроенном Пердью, предыдущего спорного флага, принятого в 1956 году и содержавшего военные крест Конфедерации, на голосовании не оказалось. Населению предлагалось выбирать лишь между вариантами флага 1879 года и новым дизайном, предложенным Барнсом. В итоге был выбран новый вариант.
В период губернаторства Пердью экономика штата получила значительное международное финансирование. В 2006 году корейский автомобильный концерн Kia Motors получил разрешение на строительство завода в округе Труп, первый автомобиль был выпущен в ноябре 2009 года. Завод позволил создать 1200 рабочих мест. Губернатор дважды, в 2008 и 2010 годах, посещал Китай вместе с представителями компании Coca-Cola, которая базируется в Атланте. Пердью отправлял делегации на Кубу и в Южную Америку. Благодаря этим мерам порт Саванна значительно увеличил объём международных перевозок, поднявшись по этому показателю в США с 24-го места в 2003 году до 6-го в 2008.
С целью стимулирования экономики штата в 2008 году губернатор подписал законодательный акт об инвестициях в индустрию развлечений, дающий налоговые льготы кино- и телевизионным компаниям на деятельность в Джорджии. Благодаря этому бюджет штата в 2011 году получил дополнительно 2,4 млрд долларов. На втором сроке Пердью отказался повышать налоги для борьбы с последствиями экономического кризиса, решив вместо этого сократить бюджет штата. Он резко выступал против инициатив президента Обамы по стимулированию экономики.
18 января 2017 года стало известно, что Пердью станет министром сельского хозяйства в администрации Дональда Трампа. Вступил в должность 25 апреля 2017 после утверждения Сената.

## Личная жизнь
В 1972 году Пердью женился на Мэри Рафф из Атланты. У них четверо детей — два сына и две дочери. Также чета Пердью брала на время приёмных детей, ожидающих усыновления или удочерения. Двоюродный брат бывшего губернатора Дэвид Пердью в 2014 году был избран в Сенат США от Республиканской партии.